# Radek Jaroš
Radek Jaroš (* 29. dubna 1964 Nové Město na Moravě) je český horolezec a autor knih. Stal se 15. horolezcem na světě a prvním Čechem, který vystoupil na všech 14 světových osmitisícovek bez použití kyslíku. V roce 2019 dokončil výstupy na nejvyšší vrcholy všech kontinentů. Je členem novinářského profesního sdružení Czech Travel Press. Je členem Českého klubu fair play Českého olympijského výboru.

## Biografie
Dětský sen stát se horolezcem začal naplňovat až v osmnácti letech, kdy začal s lezením na Českomoravské vrchovině. Následovaly Tatry, Ťan-šan, Pamír a Himálaj. Mezi své velké cenné kopce řadí šestitisícový Pik Moskevské pravdy (1989) a pětitisícový Pik Učitěl (1989).
V roce 1994 se neúspěšně pokusil o Mount Everest (8 848 m n. m.). Kouzlu nejvyšší hory podlehl a při své druhé expedici v roce 1998 se mu společně s Vladimírem Noskem podařilo z Tibetu, severním žebrem, vystoupit bez použití kyslíkových přístrojů na vrchol. „Mount Everest jsem nepokořil, ale hora mi souhrou okolností dovolila, abych na ni vystoupil.“ Později vystoupil na známý jihoamerický Huascarán.

### Osmitisícovky
V roce 2006, kdy měl zdoláno šest osmitisícovek, oznámil svůj cíl zdolat všechny vrcholy, které mají nad osm tisíc metrů.
Na podzim roku 2000 se zúčastnil expedice na Kančendžengu (8 586 m n. m.), velmi špatné počasí nepustilo nikoho na vrchol. Špatné počasí zhatilo i výstup na nejtěžší osmitisícovku K2 (8 612 m n. m.) v roce 2001. Ta je jeho osudovou horou, neúspěšně se na ni pokoušel vystoupit ještě v letech 2003 a 2005. Měl v plánu se pokusit o výstup na K2 ještě v roce 2007, ale kvůli zranění musel expedici ukončit. V roce 2002 se vrátil jako člen malé tříčlenné expedice na Kančendžengu a jako druhý Čech stanul na vrcholu bez použití kyslíku. Expedice byly většinou vedeny lehkým stylem (v malém týmu), nejhodnotnějším výstupem je cesta Scott/McIntyre na Šiša Pangmu v roce 2004 vykonaná alpským stylem a oceněná Výstupem roku ČHS.
V den svých pětačtyřicátých narozenin 29. dubna 2009 vystoupil na Manáslu sólově. V roce 2010 vystoupil spolu s Liborem Uhrem během deseti dnů na vrchol Gašerbrum II a Gašerbrum I. V roce 2011 sólově vystoupil na vrchol čtvrté nejvyšší hory světa Lhoce. Jeho další úspěšný výstup proběhl v roce 2012, kdy vystoupil na vrchol desáté nejvyšší hory světa Annapurny. Při tomto výstupu ovšem utrpěl těžké omrzliny prstů na nohou a postupně mu byly amputovány všechny prsty na levé noze (celkem 9 článků) a dva prsty na noze pravé (2,5 článku). Přesto pokračoval v přípravách na výstup na poslední osmitisícovku, která mu ještě odolávala. Na K2 nakonec vystoupil v červenci 2014 a zkompletoval tak pomyslnou „Korunu Himálaje“. Jako patnáctý ve světě a první Čech vystoupil na všech 14 osmitisícovek bez použití umělého kyslíku. Až na Siša Pangmu prostoupenou alpským stylem a oceněnou Výstupem roku se jednalo o výstupy klasických cest expedičním stylem bez použití výškových nosičů.

### Úspěšné výstupy
- 19. května 1998: Mount Everest, 8 849 m n. m.
- 14. května 2002: Kančendženga, 8 586 m n. m.
- 18. června 2003: Broad Peak, 8 051 m n. m.
- 10. května 2004: Čo Oju, 8 201 m n. m.
- 9. října 2004: Šiša Pangma, 8 027 m n. m., J stěna Scott/Mc Intyre alpským stylem, oceněno jako Výstup roku ČHS[16]
- 28. června 2005: Nanga Parbat, 8 126 m n. m.
- 1. května 2008: Dhaulágirí, 8 167 m n. m.
- 21. května 2008: Makalu, 8 485 m n. m.
- 29. dubna 2009: Manáslu, 8 163 m n. m.
- 17. července 2010: Gašerbrum II, 8 035 m n. m.
- 28. července 2010: Gašerbrum I, 8 080 m n. m.
- 19. května 2011: Lhoce, 8 516 m n. m.
- 6. května 2012: Annapurna, 8 091 m n. m.
- 26. července 2014: K2, 8 611 m n. m., dokončení projektu Koruna Himálaje

### Koruna planety
Poté, co dokončil projekt „Koruna Himálaje“ zrealizoval úspěšně další projekt – Korunu planety (1998–2019).
- 19. května 1998: Mount Everest, 8 849 m n. m.
- 31. května 2016: Denali, 6 190 m n. m.[17]
- 4. října 2016: Elbrus, 5 642 m n. m.[18] (Mont Blanc 1994)
- 29. srpna 2017: Mount Kosciuszko, 2 228 m n. m.
- 25. prosince 2017: Vinson Massif, 4 892 m n. m.
- 6. ledna 2019: Aconcagua, 6 961 m n. m.
- 1. října 2019: Kilimandžáro (5 895 m n. m.), dokončení projektu Koruna planety

Nadále mu zbývá Puncak Jaya (4 884 m n. m.), nejvyšší hora Oceánie.

### Rodina
Radek Jaroš je rozvedený, má dceru Andreu a syna Ondřeje.

## Ocenění
- Skleněná medaile Kraje Vysočina (2009)
- Sportovec Kraje Vysočina (2014)
- Na počest zdolání Koruny Himálaje vydala Česká mincovna pamětní medaile z ryzího zlata a stříbra. Křest medaile proběhl společně s křtem nové knihy Radka Jaroše “K2, poslední klenot mé Koruny Himálaje” v pátek 2. října 2015. Celkem bylo vyraženo 550 stříbrných a 300 zlatých pamětních medailí.[19]
- V roce 2015 obdržel prestižní ocenění od Českého olympijského výboru Cenu Jiřího Gutha-Jarkovského, udělovanou sportovci za nejlepší sportovní výkon roku 2014.
- Kamenná medaile Kraje Vysočina (2015)
- Medaile Za zásluhy  1. stupně, udělil prezident Petr Pavel v roce 2023
- 2023- Ambasador České republiky, CzechTop100

## Dílo
Společně s Arnoštem Tabáškem napsal knihu Dobývání nebe, ve které popisuje pět expedic na tři nejvyšší hory světa. Na dva z těchto vrcholů (Mount Everest, Kančendženga) se mu podařilo vystoupit jako druhému Čechovi bez použití umělého kyslíku. Kniha čerpá z reportáží posílaných v době expedic na Jarošův web. Další knihou této dvojice je titul Hory shora. V roce 2011 vydal ve spolupráci se svou dcerou Andreou knihu Hory má panenko. V roce 2013 vydal další knihu, opět ve spolupráci s Andreou, Hory shora 2.
V roce 2015 vydal knihu “K2, poslední klenot mé Koruny Himálaje”.
Z každé ze svých osmitisícovek má Radek Jaroš zpracované dokumenty na DVD, v roce 2015 vznikl dokumentární film Cesta vzhůru.
Ve spolupráci s Divadlem Járy Cimrmana se zúčastnil expedice Altaj – Cimrman, která si kladla za cíl pojmenovat po fiktivním géniovi Járu Cimrmanovi horu na Altaji. Z výpravy vznikl krátkometrážní mokument Vojtěcha Kotka Expedice Altaj – Cimrman mezi jeleny.